# Challenger de Troisdorf 2023
El torneo Saturn Oil Open 2023 fue un torneo de tenis perteneció al ATP Challenger Tour 2023 en la categoría Challenger 75. Se trató de la 2.ª edición; el torneo tuvo lugar en la ciudad de Troisdorf (Alemania), desde el 29 de mayo hasta el 4 de junio de 2023 sobre pista de tierra batida al aire libre.

## Jugadores participantes del cuadro de individuales
| Favorito | País                        | Jugador       | Rank1 | Posición en el torneo |
| -------- | --------------------------- | ------------- | ----- | --------------------- |
| 1        | Bandera vacío               | Pavel Kotov   | 121   | Semifinales           |
| 2        | Bandera de Hungría          | Zsombor Piros | 125   | Primera ronda         |
| 3        | Bandera de Bélgica          | Zizou Bergs   | 131   | Baja                  |
| 4        | Bandera de Eslovaquia       | Lukáš Klein   | 135   | Segunda ronda         |
| 5        | Bandera de Austria          | Filip Misolic | 142   | Primera ronda         |
| 6        | Bandera de Eslovaquia       | Jozef Kovalík | 143   | Primera ronda         |
| 7        | Bandera de Japón            | Kaichi Uchida | 154   | Primera ronda         |
| 8        | Bandera de los Países Bajos | Jelle Sels    | 169   | Primera ronda         |

- 1 Se ha tomado en cuenta el ranking del 22 de mayo de 2023.

### Otros participantes
Los siguientes jugadores recibieron una invitación (wild card), por lo tanto ingresan directamente al cuadro principal (WC):
- Mats Moraing
- Henri Squire
- Marko Topo

Los siguientes jugadores ingresan al cuadro principal tras disputar el cuadro clasificatorio (Q):
- Térence Atmane
- Nick Hardt
- Benjamin Hassan
- José Pereira
- Oriol Roca Batalla
- Robert Strombachs

## Campeones

### Individual Masculino
- Ivan Gakhov derrotó en la final a  Frederico Ferreira Silva, 6–2, 5–7, 6–3

### Dobles Masculino
- Íñigo Cervantes /  Oriol Roca Batalla derrotaron en la final a  Manuel Guinard /  Grégoire Jacq, 6–2, 7–6(1)